# Botzaris (métro de Paris)
Pour les articles homonymes, voir Botzaris.
Botzaris est une station de la ligne 7 bis du métro de Paris, située dans le 19e arrondissement de Paris.

## Situation
La station se trouve à la limite administrative entre le quartier du Combat à l'ouest et le quartier d'Amérique à l'est. Elle est établie sous l'extrémité orientale de la rue Botzaris à son débouché sur la rue de Crimée, en lisière sud-est du parc des Buttes-Chaumont. En direction de Pré-Saint-Gervais, il s'agit de la dernière station du tronc commun de la ligne avant la boucle terminale, les deux voies se séparant dès la sortie. Orientée selon un axe est-ouest, elle s'intercale entre Buttes Chaumont d'une part et Danube (depuis Pré-Saint-Gervais) ou Place des Fêtes (vers Pré-Saint-Gervais) d'autre part.

## Histoire
La station est ouverte le 18 janvier 1911 avec la mise en service d'un embranchement de la ligne 7 depuis  Louis Blanc jusqu'à Pré-Saint-Gervais, dont la desserte est alors assurée par une circulation sur deux en provenance et à destination d'Opéra (le restant des rames étant dirigées sur l'autre antenne de la ligne, qui a pour origine et terminus la station Porte de la Villette).
Elle doit sa dénomination à son implantation sous la rue Botzaris, ainsi nommée en l'honneur du patriote Márkos Bótzaris (1788-1823), qui fut l’un des héros de la guerre d’indépendance grecque.
Le 3 décembre 1967, la station est cédée à l'actuelle ligne 7 bis, dont la création à la même date résulte de la séparation de la branche vers Pré-Saint-Gervais, isolée du restant de la ligne 7 sous la forme d'une navette autonome depuis lors. Ce débranchement se justifie par la moindre fréquentation de cette antenne par rapport à la branche vers Porte de la Villette, car cette dernière station constitue également le point de départ de nombreuses lignes de bus de banlieue.
Dans le cadre du programme « Renouveau du métro » de la RATP, l'ensemble de la station est rénovée le 25 avril 2003 avec le renouvellement du carrelage blanc biseauté et de l'éclairage.

## Services aux voyageurs

### Accès
La station dispose d'un unique accès intitulé « Rue Botzaris », débouchant au droit de l'extrémité sud-est du parc des Buttes-Chaumont, en face du no 82 de cette rue. Constitué d'un escalier fixe, il est orné d'un édicule Guimard, lequel fait l'objet d'une inscription au titre des monuments historiques par l'arrêté du 29 mai 1978, protection renouvelée le 12 février 2016.

Accès à la station
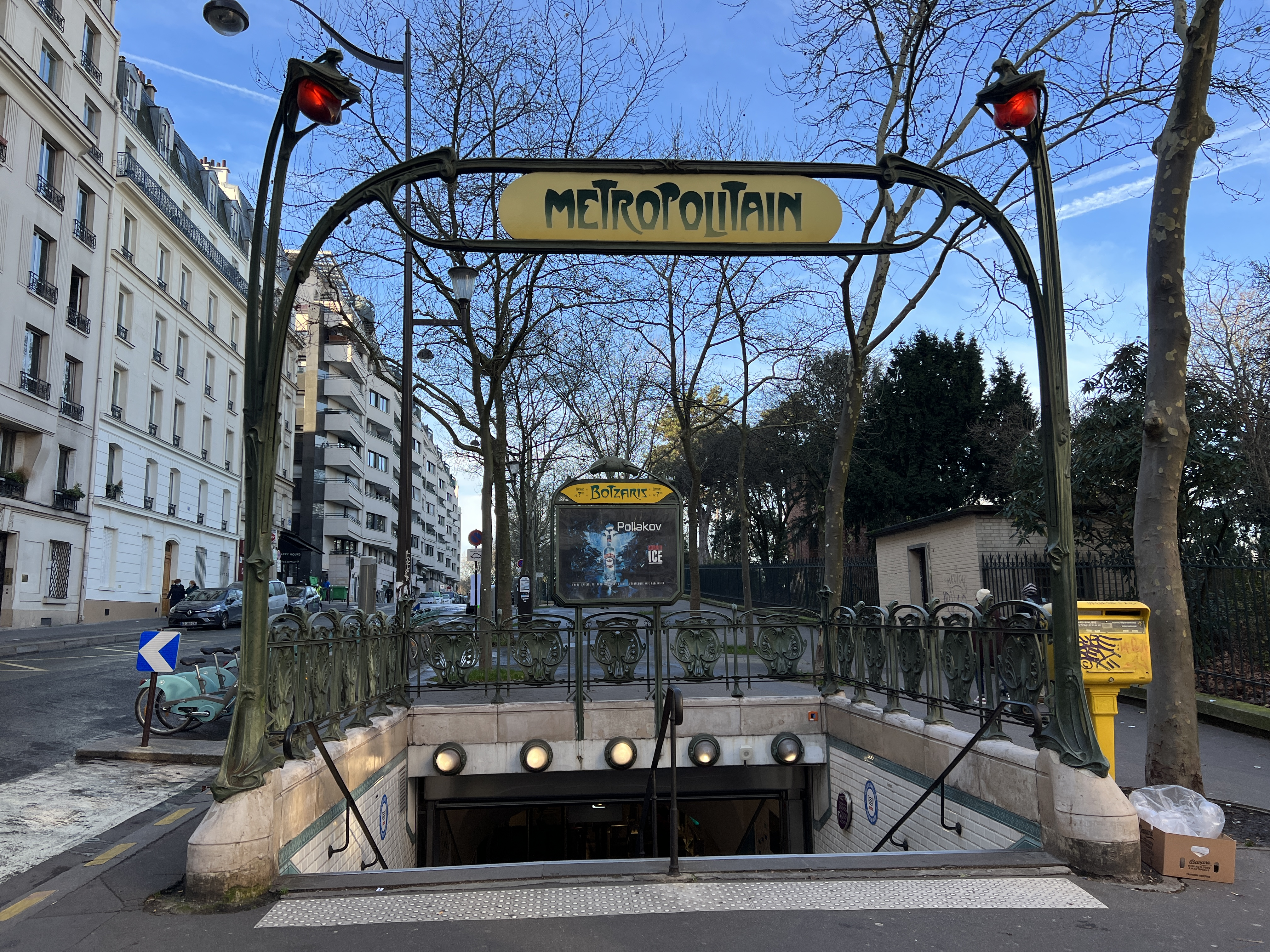
L'entrée de la station avec son édicule Guimard.
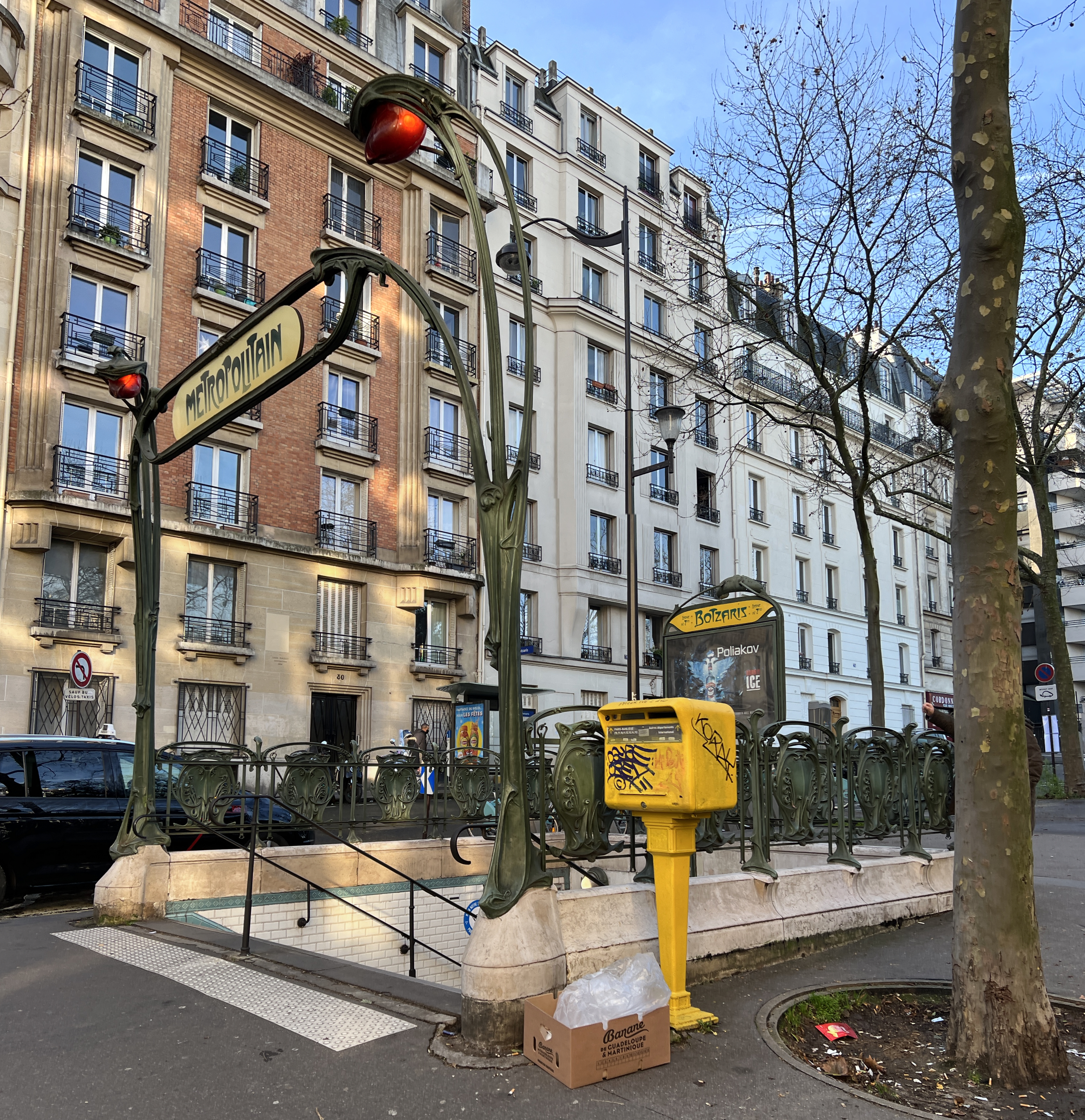
Vue latérale de l'édicule.
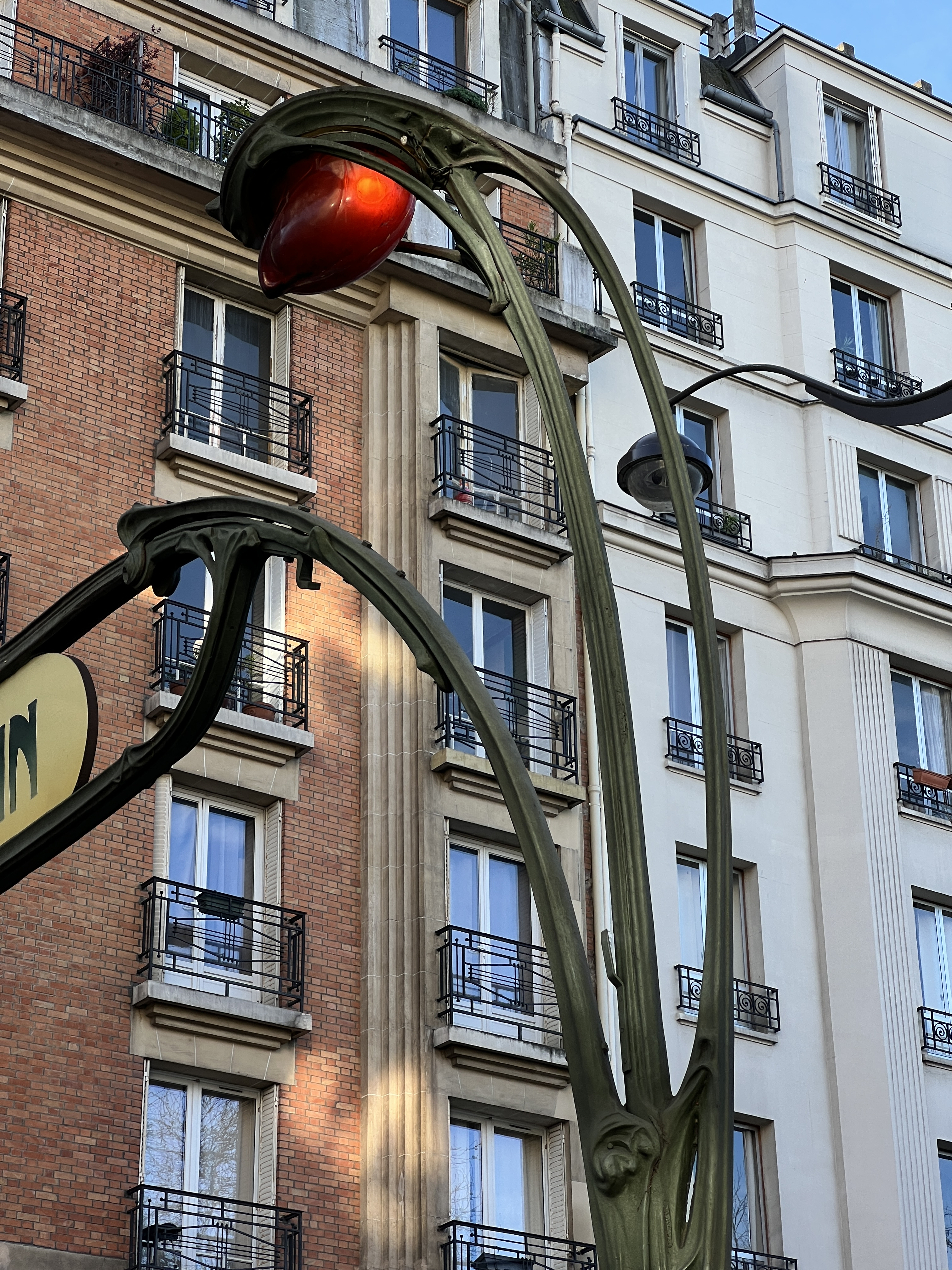
Détail d'un candélabre.

### Quais
Botzaris est une station de configuration particulière pour le métro de Paris : elle comporte un pied-droit central la séparant en deux demi-stations, d'une longueur conventionnelle de 75 mètres, chacune d'elles comprenant une voie à quai latéral sous une voûte en plein cintre. Cette disposition, que l'on retrouve notamment à la station Buttes Chaumont sur la même ligne, fut imposée par les contraintes géologiques du terrain, truffé d'anciennes carrières de gypse.
La décoration est une variante du style utilisé pour la majorité des stations de métro, avec des carreaux en céramique blancs biseautés recouvrant les piédroits, voûtes et tympans, tandis que l'éclairage est assuré par un bandeau-tube suspendu dans chaque demi-station. Les cadres publicitaires sont métalliques et le nom de la station est inscrit en police de caractères Parisine sur des plaques émaillées, ces équipements n'étant disposés que sur les piédroits latéraux. Les sièges de style « Motte », anciennement blancs, sont de couleur bleue.

Quais de la station
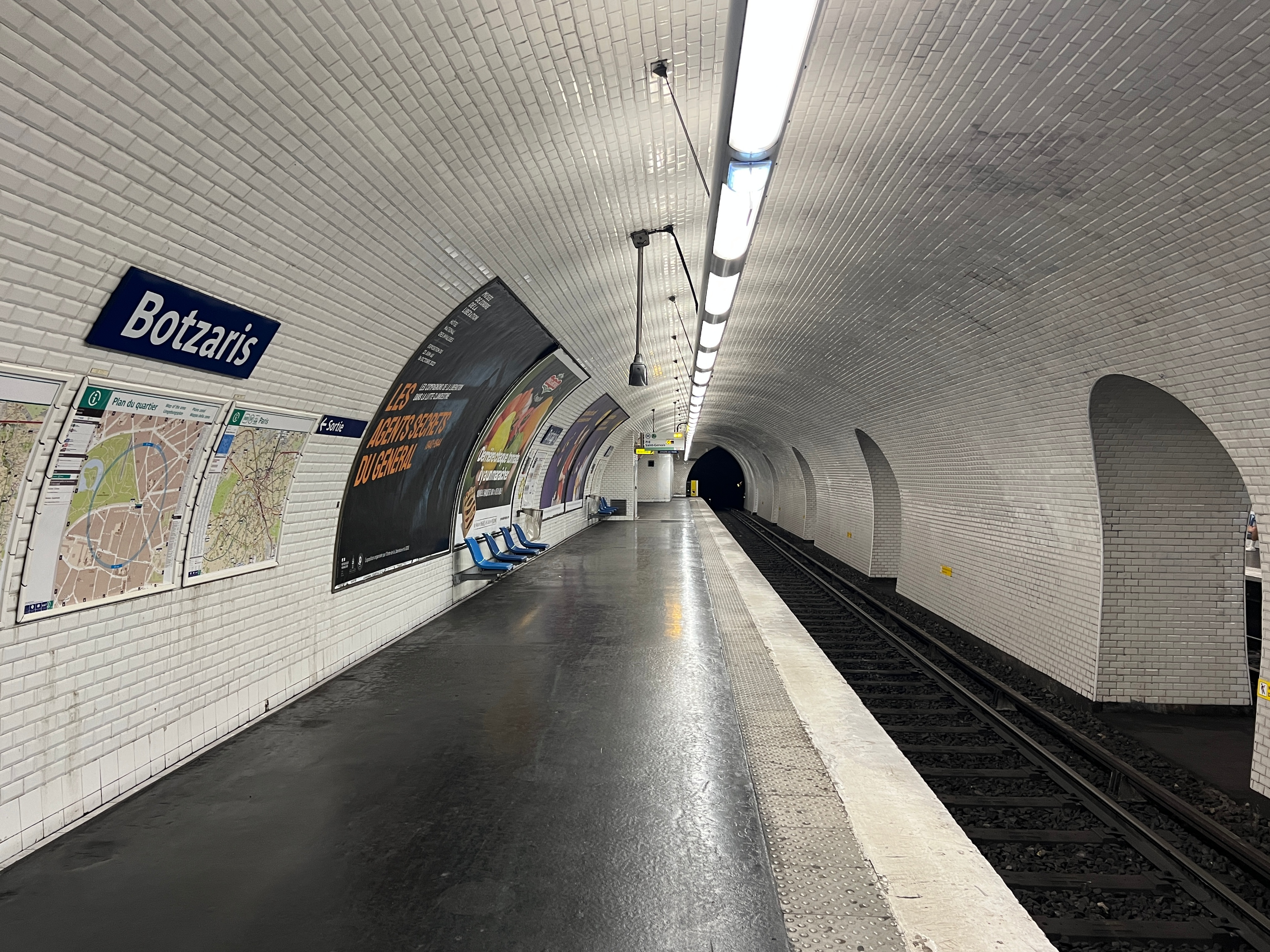
Vue du quai sud en direction de Pré Saint-Gervais.
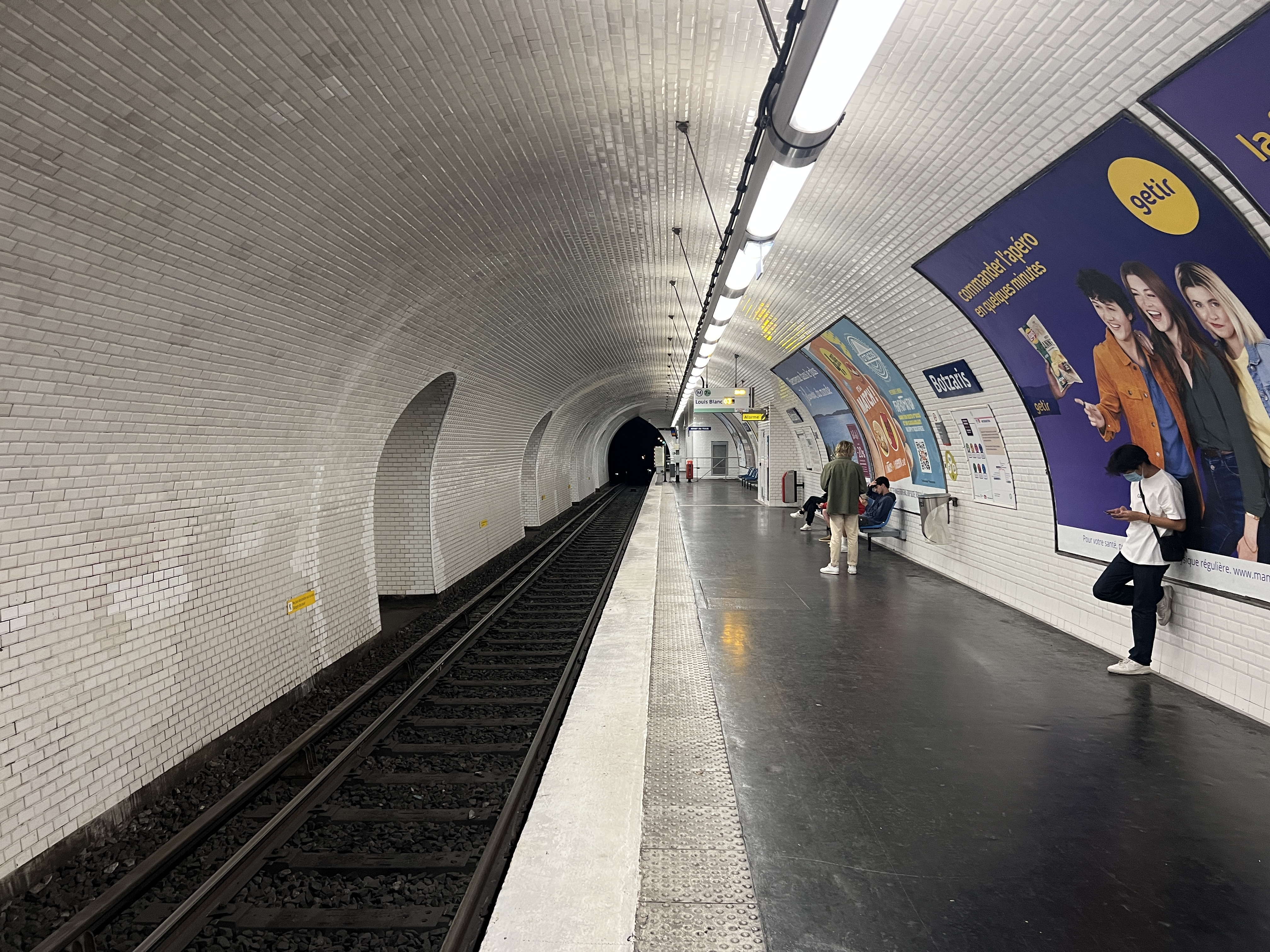
Vue du quai nord en direction de Louis Blanc.
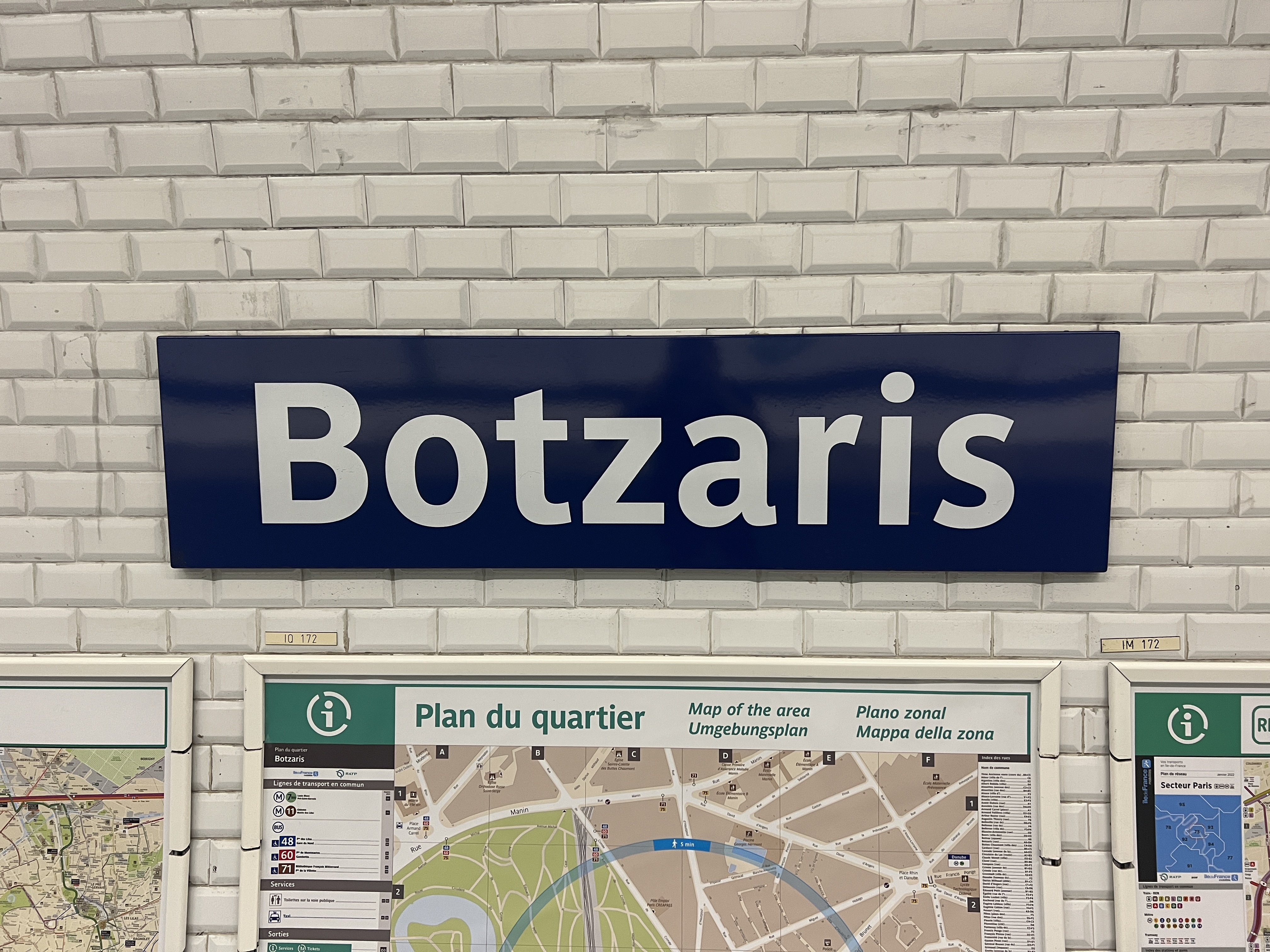
Plaque émaillée indiquant le nom de la station.

### Intermodalité
La station est desservie par les lignes 48, 60 et 71 du réseau de bus RATP.

## Fréquentation
Nombre de voyageurs entrés à cette station :
| Année                      | 2013    | 2014    | 2015    | 2016    | 2017    | 2018      | 2019    | 2020    | 2021    |
| -------------------------- | ------- | ------- | ------- | ------- | ------- | --------- | ------- | ------- | ------- |
| Nombre de voyageurs par an | 951 182 | 996 326 | 976 263 | 958 552 | 964 240 | 1 016 993 | 993 450 | 511 339 | 669 323 |
| Rang                       | 293e    | 292e    | 292e    | 292e    | 293e    | 293e      | 293e    | 291e    | 293e    |
| Nombre de stations         | 302     | 302     | 302     | 302     | 302     | 302       | 302     | 304     | 304     |

## À proximité
- Parc des Buttes-Chaumont
- Île du Belvédère
- Quartier de la Mouzaïa (où se trouvaient jadis les six moulins de la butte de Beauregard le long de la rue de Bellevue, percée en 1812[7])
- Église Saint-François-d'Assise
- Square Eugénie-Cotton